# Mongkut
Mongkut (in thailandese มงกุฏ), per esteso Phra Bat Somdet Phra Menthora Ramathibodi Sri Sinthara Mahamakut Phra Mongkut Phra Siam Deva Mahamakut Wittaya Maharaj (in thailandese พระบาทสมเด็จพระปรเมนทรรามาธิบดีศรีสินทรมหามงกุฎ พระจอมเกล้าเจ้าอยู่หัว พระสยามเทวมหามกุฏวิทยมหาราช; Thonburi, 18 ottobre 1804 – Bangkok, 1º ottobre 1868), fu re del Siam, l'odierna Thailandia, dal 1851 fino alla sua morte. Come quarto re della dinastia Chakri, è conosciuto anche come Rama IV.
È uno dei sovrani più venerati dai thailandesi per il ruolo che ebbe nell'apertura del Paese ai grandi progressi socio-economici provenienti dall'Occidente e per aver riformato il buddismo in Siam. Dedicò gran parte della vita agli studi ed all'impegno religioso: fu conosciuto in Occidente come uomo di grande cultura e fu il primo monarca asiatico a parlare fluentemente la lingua inglese.
Con l'arte della diplomazia, portò il Paese nella sfera d'influenza dei britannici, che avevano sconfitto la Cina e la Birmania, riuscendo a mantenere l'indipendenza del Siam, unico Paese del Sud-est asiatico a non essere stato colonizzato. Non riuscì a portare a termine tutte le riforme che si era proposto, ostacolato dalla nobiltà siamese conservatrice, ma trasmise agli eredi la consapevolezza di quanto fossero necessarie tali riforme per garantirsi l'autonomia dagli stati europei e fare del Siam un paese progredito.

## Biografia

### Infanzia
Chao Fah Mongkut (lett. Sua Altezza Reale il principe della corona), figlio secondogenito di Buddha Loetla Nabhalai (re Rama II) e della regina Sri Suriyendra, nacque il 18 ottobre 1804 a Thonburi. Ricevette la tradizionale educazione riservata agli eredi al trono siamesi, che comprendeva l'arte della guerra, l'uso militare delle armi e degli elefanti, la pratica dell'equitazione, lo studio della storia, della letteratura siamese e del pali, l'antica lingua della religione buddista. Visse fino all'età di nove anni nel Wang Derm, il vecchio palazzo reale di re Taksin, situato a Thonburi, dove la madre era stata confinata dal proprio zio Rama I, il fondatore della dinastia Chakri. Mongkut si spostò poi nel Grande Palazzo Reale di Bangkok, sulla sponda del fiume Chao Phraya di fronte a Thonburi.

### Vita monastica

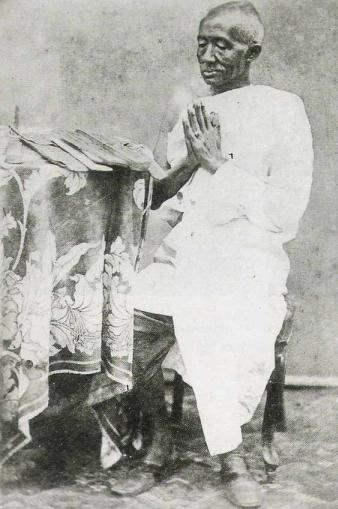
Il principe Mongkut durante gli ultimi anni di vita monastica

All'età di quattordici anni entrò come monaco novizio nel tempio di Mahathat, appena fuori dal palazzo reale, rimanendovi per sette mesi. A vent'anni fu ordinato monaco nell'adiacente complesso templare reale del Buddha di Smeraldo, il Wat Phra Kaew. In seguito si spostò nel più tranquillo Wat Bowonniwet, sempre nelle vicinanze, dove poté approfondire gli studi religiosi. La sua ricerca spirituale si svolse inizialmente nell'ambito delle correnti religiose siamesi a lui contemporanee. Insoddisfatto dei risultati, si concentrò sullo studio del buddismo antico, facendo propria la ferrea disciplina dei primi buddisti. Fu in base a questi principi che si propose di riportare moralità tra i monaci e fondò un nuovo ordine monastico, il Dhammayuttika Nikaya, a cui aderirono diversi religiosi.
Visse in monastero fino a quando divenne re, secondo i precetti di moralità, pazienza e tranquillità, circondato da monaci provenienti da tutte le regioni del paese e da tutte le caste sociali. Tale esperienza gli diede modo di viaggiare molto nelle province, incontrando missionari inglesi ed americani, da cui apprese l'inglese, il latino, la matematica e l'astronomia. Inoltre si tenne costantemente informato sulla vita politica, economica e militare dell'Oriente e dell'Occidente. Comprese che sebbene il Siam fosse uno Stato potente nel sudest asiatico, non avrebbe potuto competere da un punto di vista militare con le Potenze coloniali e che quindi il governo e la società del Paese si sarebbero dovuti adeguare all'Occidente. Avrebbe fatto in modo che i grandi cambiamenti che contrassegnarono il suo regno non avvenissero a spese delle tradizioni culturali siamesi, ma attraverso un equilibrio tra tradizione e modernità.

### Ascesa al trono

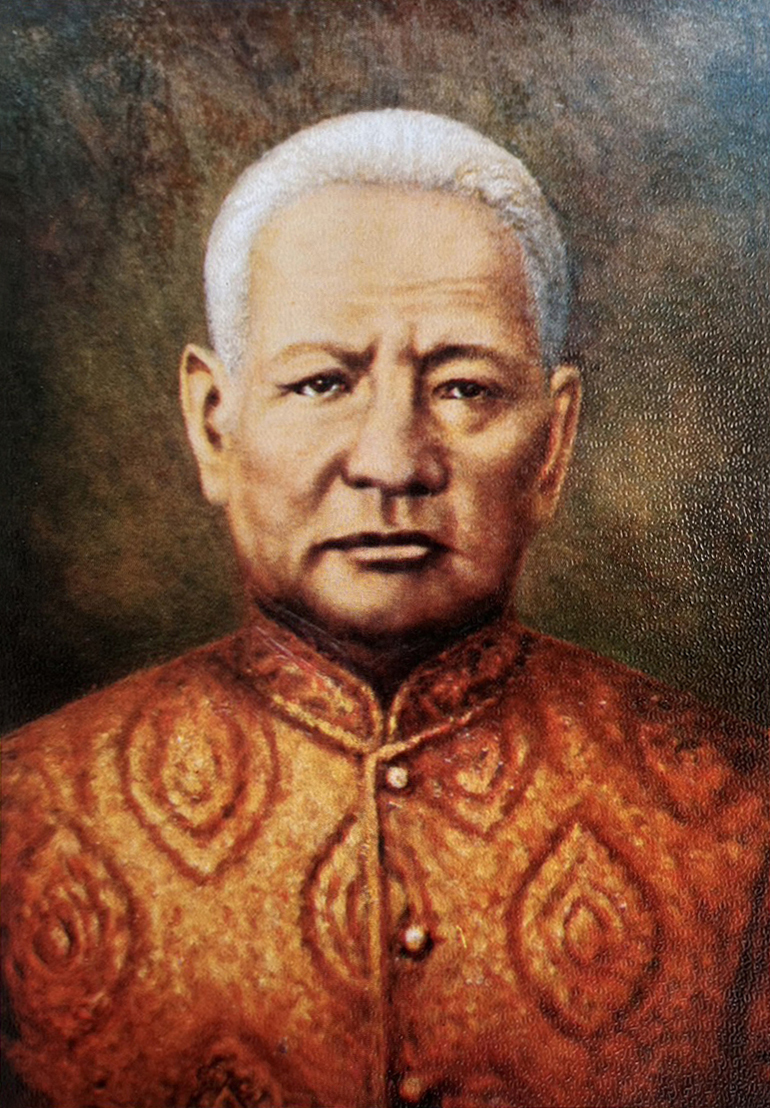
Il potente ministro Dit Bunnag, che favorì l'ascesa al trono di Mongkut e ne divenne il reggente

Il fratello maggiore morì prima della nascita di Mongkut, che sarebbe quindi stato l'erede naturale al trono del Siam in quanto la madre era la consorte ufficiale del padre. Quando questi morì nel 1824, il consiglio dei nobili lo ritenne troppo giovane, e Mongkut accettò che l'esperto e valoroso fratellastro Nangklao (Rama III), figlio del re e della concubina Chao Chom Riam, divenisse monarca. Senza creare polemiche, continuò la vita monastica fino al momento in cui divenne re.
Alla morte del fratellastro, Mongkut venne ritenuto dal consiglio dei nobili, grazie all'eccellenza raggiunta negli studi, il più adatto a succedergli. In particolare la sua candidatura fu spalleggiata dal potente clan dei Bunnag, una famiglia di origine persiana che era giunta alle più alte cariche di Stato durante i precedenti regni della dinastia Chakri. I Bunnag appoggiavano la causa dei britannici, che a loro volta spinsero per l'elezione di Mongkut.
Salì al trono all'età di 47 anni col nome di Phra Chom Klao Chao Yu Hua , ma in Occidente si continuò a chiamarlo Mongkut (che in siamese significa 'corona') o Rama IV. Subito dopo l'incoronazione, nominò suo successore, viceré e Palazzo Davanti il fratello minore Chutamani, conferendogli pari dignità ed il titolo di re Pinklao. Fu la prima volta che l'istituto del Palazzo Davanti arrivò a tanto potere. A re Pinklao fu affidato l'incarico di responsabile della difesa nazionale. I due maggiori rappresentanti dei Bunnag assunsero la direzione politica dello stato con il titolo di "Somdet Chao Phraya", equivalente a quello di duca, e furono nominati reggenti del re, Dis per il paese e Tat per la capitale Bangkok.
Quando divenne sovrano sposò la sua prima consorte, la regina Somanat. Questa gli diede il primogenito, Somdet Chaofa Soamanas, ma sia lei che il figlio morirono alcuni mesi dopo il matrimonio. Mongkut si risposò con una parente, Mom Chao Rampoei Siriwongse, che divenne la nuova prima consorte regina Debsirindra e gli diede quattro figli, tra i quali l'erede al trono Chulalongkorn.

### Politica estera

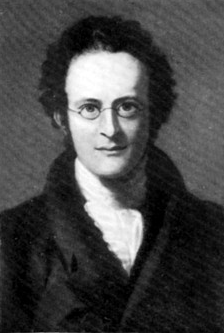
Sir John Bowring, governatore britannico di Hong Kong, impose a re Mongkut l'accettazione del trattato che obbligò i siamesi a concedere grandi vantaggi politici e commerciali al Regno Unito

In quegli anni l'influenza dell'impero britannico e della Francia nel sudest asiatico era cresciuta a dismisura, i britannici avevano sconfitto i cinesi nella prima guerra dell'oppio ed una nutrita schiera di intellettuali siamesi, tra cui Mongkut, si era resa conto della superiorità militare degli Stati coloniali europei. Con l'accorta diplomazia e le manovre politiche dei due ministri Bunnag, il Siam fu l'unico Stato della regione a non essere colonizzato con l'appoggio dei britannici, ai quali però vennero fatte diverse concessioni. Il trattato Bowring firmato nel 1855 con il rappresentante britannico, rispetto al trattato Burney firmato da Rama III, aprì ulteriormente le porte al libero commercio nel Paese. Il trattato delimitava il potere in patria dei siamesi a vantaggio dei britannici, ma se da una parte le imposte statali per le importazioni e le esportazioni furono quasi azzerate, dall'altra il volume degli scambi divenne imponente e contribuì ad arricchire il paese. I principali beneficiari di tale trattato furono i britannici, ma ne trassero giovamento anche i cinesi, in particolare quelli stanziati nella colonia britannica di Singapore.
Mongkut firmò trattati politici e commerciali anche con Francia e Stati Uniti, evitando così un sicuro assoggettamento; lesse quotidianamente i giornali inglesi, tenendosi informato sulla politica di oltremanica.
A differenza della maggior parte dei sovrani siamesi, ebbe un ottimo rapporto con gli ambasciatori europei, invitandoli alla sua incoronazione e alle sue numerose iniziative scientifiche. Visto il declino della Cina, Rama IV cessò di inviare rappresentanze diplomatiche alla corte imperiale.
Tra le poche guerre che caratterizzarono il suo regno, le più rilevanti furono due infruttuose campagne per sottomettere a nord i principati Shan. Nel 1859 i francesi occuparono Saigon e proseguirono l'infiltrazione nella regione facendo della Cocincina prima e delle province orientali cambogiane dopo due loro protettorati. Rama IV dovette accettare la colonizzazione francese dei due terzi della Cambogia ed in cambio ottenne il riconoscimento francese del possesso siamese delle province occidentali cambogiane.

### Politica interna
Mongkut procedette ad un'opera di riforma finalizzata a trasformare il Paese in uno Stato moderno ed efficiente. Fece proprie le grandi scoperte scientifiche dell'Occidente e le diffuse, guadagnandosi l'epiteto di Padre della Scienza e della Tecnologia in Siam. Fu studioso di astronomia ed un insigne letterato e linguista: parlava fluentemente l'inglese e imparò anche il francese ed il latino.
Fu tollerante con le altre religioni favorendo la costruzione di chiese e ricevendo amabilmente a corte i prelati. Tra le persone che il monarca ammirò maggiormente vi fu Jean-Baptiste Pallegoix, il vicario apostolico in Siam dal 1828 al 1864. Le esperienze vissute negli anni da monaco lo portarono a riformare la religione di Stato, il buddismo theravada, ed istituì a tale scopo un nuovo ordine di monaci chiamato Dhammayuttika Nikaya, che predicavano una più stretta osservanza dei precetti buddisti da parte dei monaci. Fece ristrutturare diversi templi buddisti, promosse l'istituzione della festa chiamata Magha Puja (มาฆบูชา), che celebra l'annuncio di Buddha dei propri principi. Fece inoltre ricompilare il canone buddista in Siam secondo le tradizioni theravada.
I benefici economici di cui la Thailandia godette con la firma del Trattato Bowring, si rifletterono sull'economia interna. Nel 1860 fu introdotto nel Paese un nuovo tipo di monete prodotte con criteri occidentali. Furono create le prime industrie legate al riso ed alla canna da zucchero. Furono pavimentate nuove strade e scavati nuovi canali per l'irrigazione dei campi. Fece inoltre ristrutturare importanti palazzi reali caduti in rovina come il Bang Pa-In, fatto costruire da re Prasat Thong nei pressi di Ayutthaya, e il Phra Narai Ratchaniwet fatto costruire da re Narai a Lopburi.
Altre riforme furono l'abrogazione della pena di morte per i monaci che rompevano il voto del celibato, l'obbligo per i suoi visitatori di indossare capi di abbigliamento che coprissero il petto (fino ad allora vigeva l'obbligo di comparire davanti al monarca a petto nudo, nel timore che l'ospite nascondesse armi sotto le vesti). Tale cambiamento fu adottato anche per dimostrare ai diplomatici occidentali che il Siam non era un paese barbaro. Vi fu l'introduzione della stretta di mano a corte ed il permesso di non chinarsi a terra al passaggio del re, purché la testa dell'interlocutore non fosse ad un piano più alto di quella del sovrano. Grazie a Mongkut le donne siamesi videro il riconoscimento di diversi diritti: molte concubine furono lasciate libere di cercarsi un marito, i matrimoni forzati furono proibiti e fu dichiarata illegale la vendita della propria moglie per pagarsi i debiti.
Mongkut fu promotore di riforme anche nel campo dell'educazione. Affidò a missionari stranieri presenti in Siam l'insegnamento delle materie in uso nell'Occidente ad un'élite di studenti della cerchia reale. Le materie che ebbero maggiore diffusione furono la geografia e l'astronomia moderne. Sei anni dopo la morte del monarca, nel 1874, sarebbe stato pubblicato il primo libro di geografia thailandese.

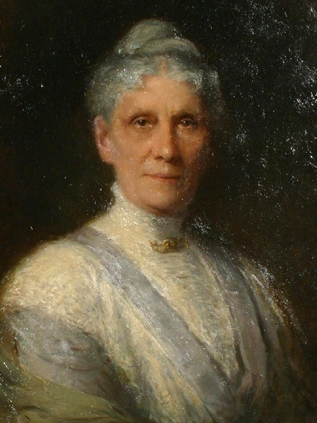
Anna Leonowens

### Vita privata
Dopo anni di monastica astinenza sessuale, Mongkut diede luogo alla più numerosa famiglia reale della dinastia Chakri. Nella sezione femminile del Grande Palazzo Reale vissero oltre tremila donne, molte delle quali erano guardie, cameriere ecc. Nell'arco dei 15 anni in cui fu re, ebbe trentadue mogli ed ottantadue figli.

Desideroso di far conoscere l'inglese all'intera famiglia reale e consapevole dell'importanza di tale lingua, diede disposizione affinché alcuni insegnanti stranieri si recassero a palazzo per insegnare la cultura occidentale.

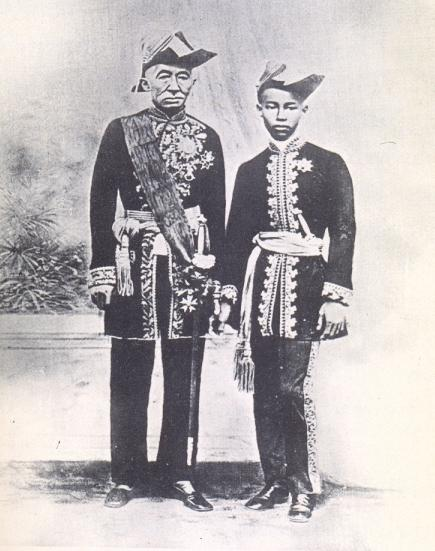
Re Mongkut con l'erede al trono Chulalongkorn

Le prime precettrici furono le mogli dei medici missionari Jones e Bradley, i quali avevano rispettivamente introdotto la medicina occidentale e stampato il primo giornale siamese. L'istruzione comprendeva l'insegnamento dei concetti del cristianesimo e ciò venne interpretato come un tentativo di conversione religiosa. Per questo motivo le prime insegnanti furono licenziate e, nel 1862, Anna Leonowens giunse a palazzo, dove rimase quattro anni ed educò la famiglia reale su principi laici. Ebbe una forte influenza non solo sul sovrano, ma anche e soprattutto sull'erede al trono Chulalongkorn. Si ritiene infatti che fu proprio un compito da lei assegnatogli, la lettura de La capanna dello zio Tom di Harriet Beecher Stowe a suggerirgli, quarant'anni dopo, l'abolizione della schiavitù. La vita dell'educatrice inglese ha ispirato il romanzo Anna e il re dell'americana Margaret Landon. Da tale romanzo sono stati tratti lavori televisivi e cinematografici, tra i quali il film del 1999 Anna and the King di Andy Tennant, dove Anna è interpretata da Jodie Foster.
Re Mongkut, grande appassionato di astronomia, era affascinato dalla precisione dei calcoli occidentali. La sua stanza era piena di orologi, termometri e barometri. Nel suo osservatorio astronomico, calcolò correttamente il tempo ed il luogo di un'eclissi totale del sole, che si sarebbe dovuta verificare il 18 agosto del 1868 in un piccolo villaggio del Siam meridionale, a sud di Hua Hin. Partecipò a tale eccezionale evento assieme all'intera famiglia reale, ai nobili di corte e a numerosi astronomi francesi inviati dal loro governo. Durante il soggiorno relativo all'eclisse, il re si ammalò gravemente di malaria e morì a Bangkok il 1º ottobre del 1868.
Gli succedette il figlio Chulalongkorn (Rama V), che era sopravvissuto all'infezione di malaria contratta assieme al padre durante il sopralluogo astronomico della famiglia reale. Fu nominato re l'11 novembre 1868, all'età di 15 anni, ma l'incoronazione ufficiale avvenne il 16 novembre 1873, dopo cinque anni di reggenza da parte di Chuang Bunnag, figlio di Dis Bunnag.